# Gwarancja bankowa
Gwarancja bankowa (ang. bank guarantee) – szczególna forma gwarancji samoistnej, w której rolę gwaranta przyjmuje bank. Umowa gwarancji bankowej jest pisemnym zobowiązaniem banku do zapłaty beneficjentowi gwarancji kwoty maksymalnej wskazanej w gwarancji (sumy gwarancyjnej), w przypadku gdy zleceniodawca gwarancji, na którego została wystawiona, nie wywiąże się ze swojego zobowiązania. Znajduje ona zastosowanie zarówno w obrotach krajowych, jak i zagranicznych. Aby gwarancja była dla beneficjenta wiarygodna, powinna posiadać charakter nieodwołalny i bezwarunkowy.
Gwarancja bankowa jest umową nazwaną, uregulowaną w ustawie Prawo bankowe. Jest ona zobowiązaniem abstrakcyjnym, samodzielnym, niezależnym od innej umowy np. o kredyt. Ma zabezpieczyć beneficjenta gwarancji nie tylko przed ryzykiem niewypłacalności, lecz również ryzykiem długoterminowego i trudnego dochodzenia roszczeń.
W związku z ryzykiem związanym z wystawieniem gwarancji banki przed jej udzieleniem badają kondycję finansową i standing finansowy oraz dodatkowo żądają zabezpieczenia gwarancji (zabezpieczenie kredytu).
Gwarancja, w której gwarantem jest solidny bank, stanowi dla beneficjenta jeden z najpewniejszych sposobów zabezpieczenia się przed ryzykiem niewypłacalności dłużnika. Bank gwarant wykazuje udzieloną gwarancję jako zobowiązanie pozabilansowe w swoim sprawozdaniu finansowym. Gwarancja jest bowiem zobowiązaniem warunkowym, którego realizacja może, ale nie musi wystąpić. Zobowiązanie takie w momencie jego powstania nie wiąże się z faktycznym przepływem pieniądza, ale stwarza ryzyko wystąpienia takiego przepływu w przyszłości. Dopiero bowiem gdy beneficjent złoży roszczenie z gwarancji zgodne z jej warunkami, bank będzie musiał dokonać zapłaty z tytułu udzielonej wcześniej gwarancji i zobowiązanie pozabilansowe takiego banku przekształci się w faktyczny przepływ pieniądza, doprowadzając do zmian w jego bilansie (zmiana stanu środków pieniężnych).
W niektórych krajach (np. USA), gdzie pojęcie gwarancji bankowej w rozumieniu banków europejskich nie istnieje, rolę gwarancji spełniają akredytywy gwarancyjne (ang. standby letter of credit).

## Gwarancja finansowa a pomoc publiczna
Gwarancja (jako forma instrumentu finansowego) może być również formą pomocy publicznej (w rozumieniu art. 87.1. TWE), pod warunkiem, że gwarancja instrumentu dłużnego jest udzielana przez gwaranta, który dysponuje (na ten cel) środkami publicznymi (pochodzącymi ze źródeł publicznych i będących efektem interwencji Państwa) a warunki udzielenia gwarancji odbiegają od tych jakie mogą zostać uznane za rynkowe. Takie działanie nosi nazwę pomocy publicznej i musi być notyfikowane do Komisji Europejskiej w przewidzianej procedurze. Istnieje również możliwość dowodzenia, iż spełniony jest test prywatnego inwestora, lecz jest to procedura ryzykowna i niejednoznaczna. W uzasadnionych przypadkach pomoc publiczna może obejmować całą wartość danego instrumentu objętego gwarancją wraz z kosztami tego poręczenia.

## Gwarancja de minimis
Odmiennym typem gwarancji w formie pomocy publicznej jest de minimis, która dopuszczona jest prawem unijnym i nie powoduje konieczności uzyskiwania zgody Komisji Europejskiej (nie może przekroczyć 200 tys. euro lub 100 tys. euro dla przedsiębiorstwa transportowego, w bieżącym i poprzedzających go 2 latach podatkowych).
W tej formie udziela gwarancji sektorowi MŚP (małych i średnich przedsiębiorstw) Bank Gospodarstwa Krajowego za pośrednictwem banków kredytujących. Program gwarancji de minimis jest odpowiedzią rządu na spowolnienie gospodarcze. W ramach tego programu mikro, mali i średni przedsiębiorcy mogą uzyskać gwarancje na zabezpieczenie spłaty kredytu przeznaczonego na finansowanie działalności bieżącej i inwestycyjnej.
Łączne zaangażowanie z tytułu gwarancji de minimis udzielonych kredytobiorcy w danym banku kredytującym nie może przekroczyć 3,5 mln zł. Wartość pomocy de minimis udzielonej w formie gwarancji wyraża się za pomocą ekwiwalentu dotacji brutto, który wynosi 13,33% udzielonej gwarancji. Gwarancja w kwocie 3,5 mln zł odpowiada wartości pomocy publicznej w wysokości 112 478,6 euro (kurs średni euro w NBP w wysokości 4,1479 PLN/EUR z dnia 6 maja 2013 r.).
Gwarancja de minimis dla kredytu obrotowego:
- to forma zabezpieczenia spłaty kredytu obrotowego na wypadek gdyby kredytobiorca nie spłacił kredytu w oznaczonym terminie. W przypadku niespłacenia kredytu w terminie, BGK dokona wypłaty z gwarancji na rzecz banku kredytującego, a przedsiębiorca będzie zobowiązany zwrócić BGK wypłaconą z gwarancji kwotę wraz z odsetkami;
- przeznaczona dla mikro, małych i średnich przedsiębiorców posiadających zdolność kredytową;
- nie może przekroczyć kwoty 3,5 mln zł i 60% kwoty kredytu;
- udzielana maksymalnie na okres 27 miesięcy;
- zabezpieczona wekslem własnym in blanco przedsiębiorcy;
- stawka prowizji za udzieloną gwarancję wynosi 0,5% kwoty gwarancji w stosunku rocznym.

Gwarancja de minimis zabezpieczająca kredyt inwestycyjny:
- jest udzielana na okres maksymalnie 99 miesięcy;
- nie może przekroczyć kwoty 3,5 mln zł i 60% kwoty kredytu inwestycyjnego;
- nie obejmuje odsetek oraz innych kosztów związanych z kredytem inwestycyjnym;
- jest zabezpieczona wekslem własnym in blanco przedsiębiorcy;
- stawka prowizji za udzieloną gwarancję wynosi 0,5% kwoty gwarancji w stosunku rocznym.

Korzyści dla przedsiębiorców z tytułu gwarancji de minimis:
- dostęp do finansowania kredytem również dla przedsiębiorców z krótką historią kredytową, lub niemających wystarczających zabezpieczeń;
- brak konieczności obciążania własnego majątku – elastyczność w zakresie dysponowania własnym majątkiem przez kredytobiorcę;
- niski koszt zabezpieczenia – stawka prowizji za udzieloną gwarancję wynosi 0,5% kwoty gwarancji w stosunku rocznym.
- brak opłaty za rozpatrzenie wniosku o udzielenie gwarancji;
- oszczędność czasu – wszystkie formalności załatwiane są bezpośrednio w banku kredytującym;
- minimum biurokracji – żadnych dodatkowych dokumentów i obowiązków sprawozdawczych wobec gwaranta poza złożeniem wniosku o udzielenie gwarancji wraz z informacją dotyczącą pomocy publicznej, za pośrednictwem banku kredytującego.